# سرگذشت یک شاعر
سرگذشت یک شاعر (قسمت شاعر) نام فیلمی در ژانر بیوگرافی، تاریخی و درام است که در سال ۱۹۵۹ و در کشور شوروی ساخته شد. موضوع این فیلم دربارهٔ زندگی شاعر نامدار ایرانی رودکی است.

## جوایز
این فیلم جایزه اول و مدال عقاب طلایی را در دومین جشنواره فیلم آسیایی و آفریقایی قاهره (۱۹۶۰) و همچنین دیپلم افتخار جشنواره فیلم سراسری مینسک را دریافت کرد.